# Samana Group
Samana Group to firma działająca na rynku nieruchomości w Republice Dominikańskiej. Grupa jest jednym z największych deweloperów i właścicieli gruntów na dominikańskim półwyspie Samana. Posiada 4000 hektarów ziemi i zajmuje się budową luksusowych willi, hoteli, hosteli i apartamentów. Realizuje także budowę prywatnego miasta na półwyspie Samana w północno-wschodniej części Dominikany.

## Historia
Samana Group została założona przez Marka Zmysłowskiego, Shannona Robertsona, Tomasa Avogadro i Piotra Barana.
W 2023 r. Samana Group zamknęła pierwszą rundę inwestycyjną w łącznej wysokości 10 mln zł. Inwestorami byli światowi i polscy aniołowie biznesu, w tym między innymi Pointer.Capital, Peter Lindholm, Andrea Guzzoni, Enrique Arce, Artur Kurasiński, Ania Zielińska, Borys Szyc, Przemysław Budnicki.
W 2023 r. spółka rozpoczęła budowę prywatnego miasta na półwyspie Samana, w północno-wschodniej części Dominikany.
Samana Group zgromadziła na realizację inwestycji dodatkowe 20 mln zł w dwóch kampaniach crowdfundingowych w 2023 roku.

## Zarząd
Marek Zmysłowski pełni funkcję CEO. Jest urodzonym w Polsce przedsiębiorcą i dyrektorem w biznesie online, energii odnawialnej i nieruchomościach, ze szczególnym uwzględnieniem rynków rozwijających się. Jest współzałożycielem Sunroof.se, producenta dachów solarnych, HotelOnline.co, firmy zajmującej się technologiami turystycznymi oraz Jumia Travel – największego afrykańskiego portalu rezerwacji hoteli notowanego na NYSE jako część Jumia Group. W 2014 roku został wymieniony wśród dziesięciu najważniejszych osób w branży technologicznej przez IT News Africa Magazine. Jest głównym mentorem w Google Launchpad i programie XL Africa Banku Światowego.
Shannon Robertson jest przedsiębiorcą z Ameryki Łacińskiej, który dołączył do Samana Group w 2022 roku. Przez 22 lata pełnił funkcję dyrektora zarządzającego JLL LATAM, gdzie był odpowiedzialny za świadczenie usług transakcyjnych, zarządzania projektami, konsultingowych i doradczych JLL.
Tomas Avogadro jest przedsiębiorcą i założycielem DeMaria, prekursora Samana Group.
Piotr Baran jest współzałożycielem i CEO PCG SA oraz członkiem zarządu Polskiego Związku Firm Deweloperskich.

## Kluczowe projekty

### Nomad City Etap 1
W 2023 r. firma uruchomiła swoje prywatne miasto na półwyspie Samana, w północno-wschodniej części Dominikany. Koncepcja projektu została opracowana przez 3 firmy architektoniczne – Jasper Architects, Traktor Arquitectura i Luis Vidal, biuro, któremu rząd Dominikany zlecił opracowanie strategii rozwoju półwyspu Samana. Całe miasto zaprojektowane zostało dla 10 tysięcy mieszkańców, a jego budowa podzielona została na 10 etapów.
Etap 1 Nomad City zlokalizowany jest na wzgórzach Monte Rojo na Dominikanie. Składa się ze 120 w pełni wyposażonych apartamentów o powierzchni od 40 do 116 mkw. oraz 26 przestronnych willi. Znajduje się tu również przestrzeń coworkingowa, bar na dachu, basen, siłownia, studio jogi, kort tenisowy, kawiarnia, sklepy, całodobowa recepcja, sieć Wi-Fi, usługi pralnicze i sprzątające oraz wspólne przestrzenie do relaksu.

### Dominican Tree House Village
Dominican Tree House Village to otwarty w 2015 roku butikowy hotel all inclusive na Karaibach. Oferuje on 22 pokoje, domki na świeżym powietrzu i domki na drzewie.

### El Valle Lodge
Uruchomiony w 2019 roku i obecnie rozbudowywany z początkowych 10 pokoi do 18, El Valle Lodge to luksusowe miejsce zakwaterowania.

### Unique Exotic Hotel
Założony w 2018 roku i przeznaczony do rozbudowy z pierwotnych 10 pokoi do łącznie 30, Unique Exotic Hotel został zaprojektowany specjalnie dla par.

### Ganesh Hostel
Ganesh Hostel został otwarty w 2019 r. Oferuje 16 łóżek w 8 pokojach.

### Taino Beach Lofts
Oddany do użytku w 2020 roku Taino Beach Lofts składa się z 8 apartamentów z aneksami kuchennymi, zaprojektowanych z myślą o rodzinach i cyfrowych nomadach.